# Vuktil
Vuktil (en rus Вуктыл) és una ciutat russa a la República Komi, situada a la riba del riu Petxora prop de la seva confluència amb el riu Vuktil, a 575 km al nord-est de Siktivkar. Segons el cens de 2010 tenia 12.357 habitants.
Va ser fundada el 1968 i amb estatus de ciutat des de 1989. Un oleoducte va de Vuktil a Ukhta i Torjok.
Té un aeroport.